# 日本映画放送
日本映画放送株式会社（にほんえいがほうそう）は、東京都千代田区に本社をおく衛星基幹放送事業者およびドラマ・映画制作企業である。
フジ・メディア・ホールディングスの持分法適用関連会社。
かつては衛星一般放送事業者および移動受信用地上基幹放送事業者でもあった。

## 概要
設立以来フジテレビジョンが筆頭株主で、同社の親会社フジ・メディア・ホールディングスのメディア・コンテンツ事業に属する持分法適用関連会社。
「日本映画専門チャンネル」および「時代劇専門チャンネル」の番組編成とその放送・供給を行なっており、直営の放送を含めスカパー!プレミアムサービス、スカパー!、J:COM、ひかりTV、ケーブルテレビなどで視聴できる。後者については、かつてモバキャスにも供給していた。
映画・オリジナル時代劇・テレビドラマなど、コンテンツの制作にも力を入れており、自社で企画制作する作品は年々増えており、放送だけではなく、劇場公開など、新たな取り組みも行っている。
初代社長はフジテレビジョン（現：フジ・メディア・ホールディングス）の社長を務めた村上光一、第二代社長は『北の国から』の演出を手がけた杉田成道（現取締役相談役）（フジテレビジョン元役員待遇／現エグゼクティブディレクター）、第三代社長はフジテレビで多くのテレビドラマ制作に関わり『古畑任三郎』『やまとなでしこ』『HERO』『美女か野獣』など多くのドラマを企画しヒットに結びつけた石原隆（現共同テレビジョン社長）、第四代社長（現任）は開局以来初となるプロパーの宮川朋之が務めている。
実際の放送業務はかつて2チャンネルを運営していたJ SPORTS（旧スカイエンターテイメント）の本社がある青海フロンティアビルで行われており、2011年までは番組審議会もJ SPORTSの会議室で開かれていた。

## 沿革
- 2000年（平成12年）
  - 2月9日 - スカイエンターテイメント（現・ジェイ・スポーツ）の株主であったニューズ・コープ（ニューズ コーポレーション ジャパン、ニューズテレビジョンB.V.）、ソフトバンク（ソフトバンク・ブロードメディア、のちブロードメディアが株式を保有）、ソニー・放送メディア[注 2]、フジテレビジョン（現・フジ・メディア・ホールディングス）により日本映画衛星放送株式会社設立。
  - 3月 - 東宝に対して第三者割当てを行う。
  - 4月 - 日本映画専門チャンネル・時代劇専門チャンネルの業務をスカイエンターテイメントから承継。
  - 5月 - 角川書店に対して第三者割当てを行う。
  - 9月 - ジュピター・プログラミング（現・ジュピターテレコム メディア事業部門）に第三者割当てを行う。
- 2002年（平成14年）7月 - スカイパーフェクTV!2（当時）にて「日本映画+時代劇チャンネル」（委託放送事業者はシーエス映画放送）の放送開始。
- 2003年（平成15年）
  - 10月 - スカイパーフェクTV!110（当時）にて「時代劇専門チャンネル」の放送開始[注 3]。
  - 11月 - スカイパーフェクTV!110（当時）にて「日本映画専門チャンネル」（「日本映画+時代劇チャンネル」からチャンネル名変更）の放送開始。
- 2007年（平成18年）
  - 5月 -「日本映画専門チャンネル」「時代劇専門チャンネル」の視聴世帯数が1,000万世帯を突破。
  - 9月 - e2 by スカパー!（当時）にて、「日本映画専門チャンネルHD」[注 4]の放送開始。同時に時代劇専門チャンネルのe2 by スカパー!における委託放送事業者がシーエス映画放送に変更される。
- 2008年（平成20年）
  - 4月 - 一部のケーブルテレビ局で「日本映画専門チャンネルHD」の放送を開始。
  - 10月 - スカパー!HD（当時）で「日本映画専門チャンネルHD」の放送を開始。
- 2009年（平成21年）
  - 4月 - ひかりTVで「日本映画専門チャンネル」の放送を開始。
  - 10月 - スカパー!HD（当時）で「時代劇専門チャンネルHD」の放送を開始。
- 2010年（平成22年）4月 - ひかりTVで「時代劇専門チャンネル」の放送を開始。
- 2011年（平成23年）1月 -「日本映画専門チャンネル」「時代劇専門チャンネル」の視聴世帯数が1,500万世帯を突破。
- 2012年（平成24年）
  - 3月 - スカパー!e2（当時）における日本映画専門チャンネルHDが東経110度CSデジタル放送からBSデジタル放送へ移行するとともに、日本映画衛星放送直営の衛星基幹放送チャンネル「BS日本映画専門チャンネル」となる。
  - 7月 - スカパー!e2（当時）にて、時代劇専門チャンネルの衛星基幹放送事業者が日本映画衛星放送に変更。「時代劇専門チャンネルHD」にチャンネル名を変更し、ハイビジョン放送を開始。
- 2014年（平成26年）
  - 2月 - 本社を港区赤坂の赤坂ツインタワーから千代田区有楽町の東京宝塚ビルに移転。
  - 3月 - ブロードメディアが保有する株式を関西テレビ放送及び日本映画衛星放送に売却[5]。
  - 7月 -「日本映画専門チャンネル」オンデマンドスタート。
- 2015年（平成27年）
  - 4月1日 - 移動受信用地上基幹放送としてモバキャスによる「時代劇専門チャンネル」の標準テレビジョン放送を開始。
  - 7月1日 - 日本映画放送株式会社に商号変更[6]。
- 2016年（平成28年）6月30日 - モバキャスによる「時代劇専門チャンネル」の放送終了。
- 2018年（平成30年）
  - 6月 - 「Amazon Prime Videoチャンネル」での放送、配信をスタート。
  - 12月1日 - 新4K8K衛星放送の有料4Kチャンネルとして、日本映画専門チャンネルと時代劇専門チャンネルの番組を4K画質で放送するチャンネル「日本映画 + 時代劇 4K」（CS Ch.4K 880）の放送を開始。
- 2021年（令和3年）2月 - J:COMで4K放送「日本映画 + 時代劇 4K」（Ch.436）の放送を開始。
- 2024年（令和6年）
  - 3月31日 - スカパー!向け4K放送「日本映画 + 時代劇 4K」（CS Ch.4K 880）の放送を終了[7][8]。

## 運営チャンネル
- 日本映画専門チャンネル（ハイビジョン放送）
  - スカパー!（BSデジタル放送）で直営放送。BS-21ch 12スロット。
  - スカパー!プレミアムサービス等では、スカパー・ブロードキャスティング → スカパー・エンターテイメント他へ供給。
- 時代劇専門チャンネル（ハイビジョン放送）
  - スカパー!（東経110度CS放送）で直営放送。CS2-ND4 12スロット。
  - スカパー!プレミアムサービス等では、スカパー・ブロードキャスティング → スカパー・エンターテイメント他への供給。
- 日本映画+時代劇 4K（4K放送）
  - スカパー!（東経110度CS放送）で4K放送。衛星基幹放送事業者はスカパー・エンターテイメントが行っている。J:COMにも番組を提供している。
  - 「日本映画＋時代劇チャンネル」の4K放送版
  - スカパー!での放送は、2024年3月31日終了。

### 過去の運営チャンネル
- 日本映画＋時代劇チャンネル
  - 「日本映画専門チャンネル」「時代劇専門チャンネル」から、選りすぐりの人気作を放送するチャンネル。

## 出資・製作参加映画
株主であるフジテレビ、東宝、角川映画との共同出資・製作となることが多い
- スマイル 聖夜の奇跡（2007年12月）
- 次郎長三国志（2008年9月）
- 誰も守ってくれない（2009年1月）
- アマルフィ 女神の報酬（2009年7月）
- ヴィヨンの妻 〜桜桃とタンポポ〜（2009年10月）
- 曲がれ!スプーン（2009年11月）
- シーサイドモーテル（2010年6月）
- 最後の忠臣蔵（2010年12月） - 杉田成道監督作品
- アンダルシア 女神の報復（2011年6月）
- ジョバンニの島（2014年2月）
- ジョーのあした 辰吉丈一郎との20年（2016年2月）
- リップヴァンウィンクルの花嫁（2016年3月）
- 海辺のリア（2017年6月）
- 散り椿（2018年9月）
- 小河ドラマ 龍馬がくる（劇場版）（2018年12月期間限定公開）
- 闇の歯車（2019年1月期間限定公開）※時代劇専門チャンネル開局20周年記念作品
- BLACKFOX: Age of the Ninja（2019年10月5日より配信開始・10月17日～20日限定公開）※京都国際映画祭2019上映作品　新世代の特撮アクション時代劇
- 帰郷（2020年1月期間限定公開）※フランス・カンヌ MIPCOMワールドプレミア、第32回東京国際映画祭上映作品　史上初8K時代劇
- 出資映画「ラストレター」（2020年）1/17 監督：岩井俊二　主演：松たか子
- 出資映画「8日で死んだ怪獣の12日の物語　劇場版」（2020年）7/31監督：岩井俊二　主演：斎藤工
- 製作幹事作品「ジャズ喫茶ベイシー　Swiftyの譚詩（Ballad）」（2020年）9/18 監督：星野哲也　主演：菅原正二
- 出資映画「実りゆく」（2020年）10/2 監督：八木順一郎　主演：竹内一希
- 出資映画「アイヌモシリ」（2020年）10/17 監督：福永壮志　主演：下倉幹人
- 出資映画「おらおらでひとりいぐも」（2020年）11/6 監督：沖田修一　主演：田中裕子
- 出資映画「水上のフライト」（2020年）11/13 監督：兼重淳　主演：中条あやみ
- 出資映画「10万分の1」（2020年）11/27 監督：三木康一郎　主演：白濱亜嵐、平祐奈
- Ribbon（2022年）2/25公開　監督・脚本・主演 のん　※ 日本映画専門チャンネル製作参加

## 製作・制作テレビドラマ
- 鬼平外伝 熊五郎の顔（2012年2月、スカパー!CS衛星放送「時代劇専門チャンネル」）オリジナル時代劇第二弾[9]
- 鬼平外伝 正月四日の客（2013年1月、スカパー!CS衛星放送「時代劇専門チャンネル」）オリジナル時代劇第三弾[9]
- 新・御宿かわせみ（2013年、スカパー!CS衛星放送「時代劇専門チャンネル」）オリジナル時代劇第四弾[9]
- おいハンサム!!（2022年1月期・東海テレビとの共同制作・東海テレビ・フジテレビ系）

## 受賞
- 2011年6月「時代劇法廷 被告人は田沼意次」（時代劇専門チャンネル、オリジナル番組）第48回ギャラクシー賞テレビ部門選奨を受賞
- 2013年1月「鬼平外伝 正月四日の客」（時代劇専門チャンネル　オリジナル番組）ギャラクシー賞テレビ部門11月度月間賞を受賞
- 2016年　藤沢周平 新ドラマシリーズ及び「藤沢周平劇場」企画が、第6回衛星放送協会オリジナル番組アワード2016　オリジナル編成企画賞を受賞
- 2016年　藤沢周平 新ドラマシリーズ「果し合い」が、「NEW YORK FESTIVALS　WORLD'S BEST TV ＆ FILMS」Drama Special部門 Gold World Medal（金賞）を受賞